# Strumigenys arnoldi
Strumigenys arnoldi  (лат.) — вид мелких земляных муравьёв из подсемейства Myrmicinae. Африка: Зимбабве, Кения, Танзания.
Мелкие муравьи (около 2 мм) с сердцевидной головой, расширенной кзади. Проподеум угловатый с парой зубцов. Обладают длинными жвалами (длина головы HL 0,54-0,60 мм, ширина головы HW 0,39-0,46 мм, мандибулярный индекс MI 38-41). 
Включён в видовой комплекс S.arnoldi-complex, где разделяет с видами  Strumigenys tetraphanes, Strumigenys korahyla и Strumigenys omalyx такие признаки как отсутствие пронотальных чешуевидных волосков, жвалы с двумя преапикальными зубцами на каждой мандибуле
Основная окраска желтоватая. Мандибулы длинные, узкие (с несколькими зубцами). Стебелёк между грудкой и брюшком состоит из двух члеников: петиолюса и постпетиолюса (последний четко отделен от брюшка), жало развито, куколки голые (без кокона). Специализированные охотники на коллембол. Вид был впервые описан в 1913 году швейцарским мирмекологом Огюстом Форелем и назван в честь южноафриканского энтомолога Джорджа Арнольда (George Arnold; 1881-1962).